# 10002 Bagdasarian
10002 Bagdasarian là một tiểu hành tinh vành đai chính bay quanh Mặt Trời. Nó hoàn thành một vòng quỹ đạo trong 5,6 năm.
Tiểu hành tinh được phát hiện bởi L. I. Chernykh ở Đài quan sát vật lý học thiên thể Crimea, và được đặt tên tạm thời là 1969 TQ1. Sau này nó được đổi tên thành Alexandr Sergeevich Bagdasarian, một chuyên gia vô tuyến từ Moskva.